# Dr. Jekyll e Mr. Hyde (personaggio)
Il Dottor Henry Jekyll e il suo alter ego, Mister Edward Hyde, sono personaggi ideati da Robert Louis Stevenson per il suo best seller del 1886 Lo strano caso del dottor Jekyll e del signor Hyde.
Residente a Soho, Londra, Henry Jekyll è un medico inglese che  ha trascorso quasi tutta la sua vita a reprimere dentro di sé gli impulsi malvagi. Durante i suoi studi sulla psiche umana riesce, miscelando particolari ingredienti chimici, a mettere a punto una pozione che può separare le due nature dell'animo umano, quella buona e quella malvagia. La sua personalità diventa così scissa in due metà speculari che, alternativamente, bevendo la pozione o l'antidoto, prendono possesso del suo corpo, trasfigurandone anche l'aspetto. Ma le due identità sono contrapposte sia nel modo di apparire che in quello di essere: Jekyll infatti è alto, educato, gentile e rispettabile, con molti amici; Hyde è più giovane, basso, misterioso, crudele, spietato e violento. Enfield lo descrive come un uomo deforme, ma al tempo stesso del tutto normale, come se non si riuscisse ad identificare questa sua presunta deformità: "È un uomo dall'aspetto strano, eppure non riesco a trovare in lui nulla di anomalo". Il procedimento di trasformazione fisica e mentale avviene regolarmente finché Jekyll diventerà incapace di controllare quando avvengono le trasformazioni. Col passare del tempo, Hyde cresce in potere e alla fine si manifesta ogni volta che Jekyll mostra segni di debolezza fisica o morale, non avendo più bisogno della pozione per trasformarsi.
Pur essendo il personaggio del titolo, in realtà il vero protagonista del racconto è Gabriel John Utterson.

## Il romanzo di Robert Louis Stevenson
Il romanzo di Stevenson è ambientato nella Londra vittoriana di fine Ottocento, una Londra nebbiosa e con le strade sempre desolatamente deserte al vespro. La storia è raccontata in terza persona ad esclusione degli ultimi due capitoli, che sono costituiti da lettere lasciate da Lanyon e Jekyll, entrambi ormai defunti, e seguono dunque il loro punto di vista. Il racconto, fino al terzultimo capitolo, segue le indagini dell'avvocato John Utterson. Egli, da sempre buon amico del medico Henry Jekyll, si dimostra preoccupato perché questi ha fatto testamento a favore di un certo "signor Edward Hyde". Parlando con suo cugino Enfield, viene a sapere che un tizio qualche tempo prima poco lontano da lì ha calpestato una bambina per strada, e ha firmato un assegno a nome del dottor Jekyll, e questo tizio corrisponde effettivamente a Mister Hyde; il dottor Lanyon, collega e amico di Jekyll, che più che testimoniare si manifesta anch'egli preoccupato per le sorti dell'amico; il maggiordomo Poole ma soprattutto una cameriera che è l'unica testimone oculare di un assassinio da parte di Mister Hyde, quello di Danvers Carew, un gentiluomo colpevole solamente di aver fermato Hyde per strada di notte col semplice intento di chiedergli un'indicazione.
A questo punto il racconto ci porta a scoprire cosa è effettivamente successo: il dottor Jekyll, da sempre affascinato dalla convivenza forzata del bene e del male nello stesso individuo (il famigerato tema del doppio), trova un modo per scindere le due personalità in maniera netta mettendo a punto un siero, lui chimico provetto. Naturalmente ha provato la pozione su se stesso e quindi concretizzando la metamorfosi nel sadico Mister Hyde. In ogni caso con la somministrazione di un semplice antidoto egli può sempre ritornare alla condizione iniziale, ma col susseguirsi delle trasformazioni la dose di antidoto necessaria è sempre più forte e si arriverà presto alle estreme conseguenze in cui la situazione, completamente sfuggitagli di mano, lo porterà sino alla morte. Verrà trovato morto nel suo stesso laboratorio da Poole, il maggiordomo e dall'avvocato Utterson che per entrare forzeranno la porta.

## Variazioni sul tema

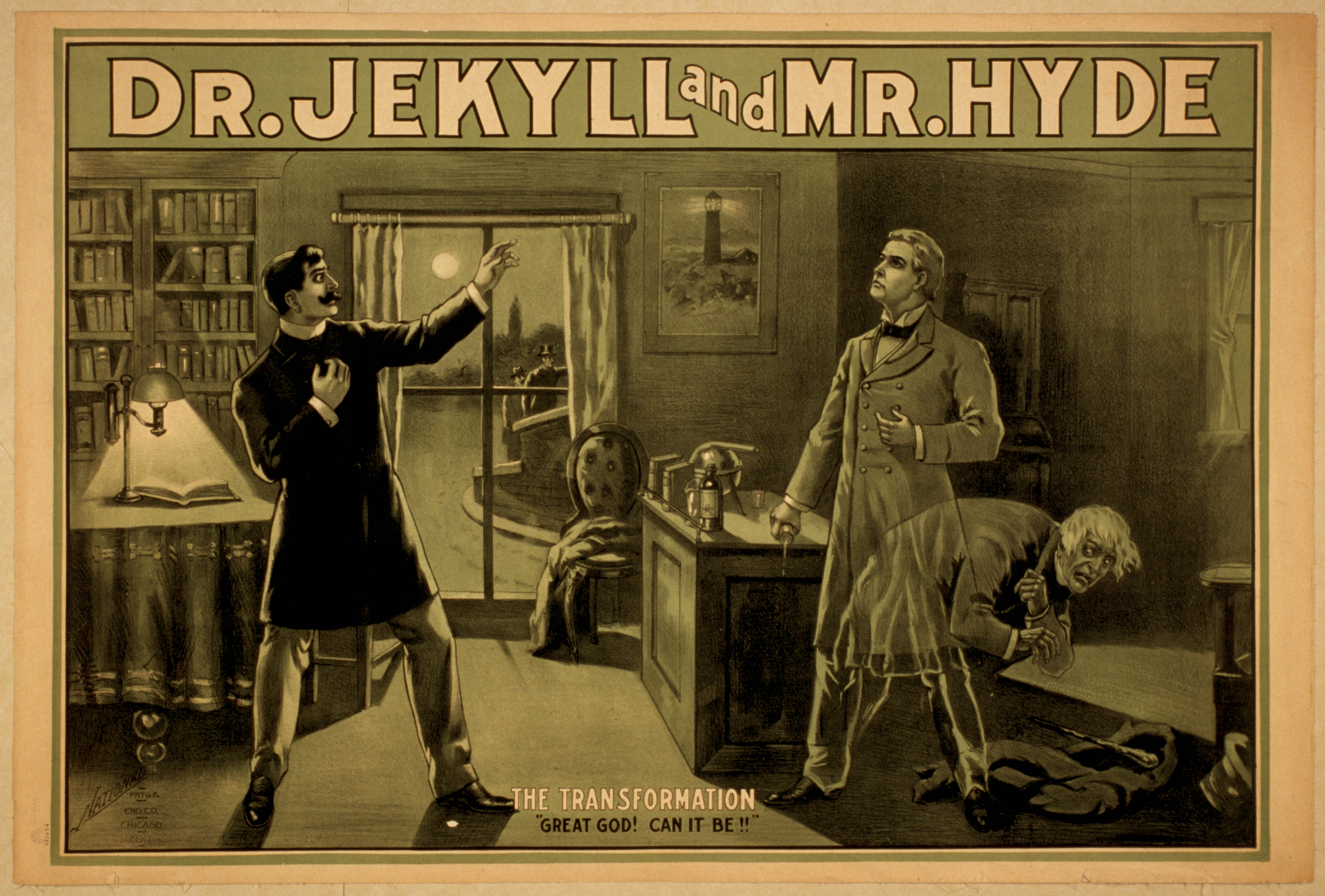
Poster coevo alla prima edizione del romanzo.

Nella versione cinematografica del 1931 viene introdotta una relazione (del tutto inesistente nel romanzo, ma ripresa anche da varie versioni cinematografiche successive per creare divagazioni sentimentali) tra Jekyll e Muriel Carew, figlia proprio della prima vittima di Hyde, il generale Danvers Carew (nel romanzo Carew, l'uomo ucciso da Hyde, è membro del parlamento, non si parla mai di una figlia, e Jekyll non si innamora mai). La relazione del dottore con la figlia di Danvers Carew viene ripresa anche nel film del 1941 diretto da Victor Fleming, inoltre si potrà vedere che il dottore avrà una storia d'amore anche con una cameriera innamorata di lui. Questi due personaggi femminili sono stati inseriti anche nel musical di successo Jekyll & Hyde dove la fidanzata di Jekyll si chiama Lisa Emma Carew, mentre l'altra, che nello spettacolo è una prostituta, si chiama Lucy Harris. I personaggi di Jekyll e Hyde compaiono anche nel film del 2003 La leggenda degli uomini straordinari diretto da Stephen Norrington, liberamente tratto dal fumetto La Lega degli Straordinari Gentlemen, anche se in una versione molto più vicina a l'Incredibile Hulk piuttosto che all'idea originale di Stevenson.
Compare brevemente anche in versione animata nel film del 1994 Pagemaster - L'avventura meravigliosa; qui il personaggio è pressoché identico all'originale.

## Al cinema
- Il dottor Jekyll film del 1931 di Rouben Mamoulian con Fredric March;
- Dr. Jekyll e Mr. Hyde film del 1941 di Victor Fleming;
- Il testamento del mostro film del 1959 di Jean Renoir;
- Dr. Jekyll e Mr. Hyde: sull'orlo della follia film del 1989 di Gérard Kikoïne;
- Mary Reilly film del 1995 di Stephen Frears.

## Parodie ed altri adattamenti
- Dr. Jerrill e Mr. Mouse (Stati Uniti, 1947) di Hanna-Barbera, un cartoon con Tom & Jerry
- Le folli notti del dottor Jerryll film del 1963 di Jerry Lewis
- Barbara, il mostro di Londra film del 1971 di Roy Ward Baker
- Dottor Jekyll e Gentile Signora film del 1979 di Steno
- Nel profondo del delirio film del 1981 di Walerian Borowczyk
- Dr Jekyl e Miss Hyde film del 1995 di David Price
- La leggenda degli uomini straordinari film del 2003 di Stephen Norrington
- Van Helsing film del 2004 di Stephen Sommers